# Si j'étais le patron
Pour plus de détails, voir Fiche technique et Distribution.
Si j'étais le patron est un film français réalisé par Richard Pottier, sorti en 1934.

## Synopsis
Un jeune ouvrier ingénieux, Henri Janvier, a inventé un système de silencieux révolutionnaire qu'il ne parvient pas à présenter à la direction de l'usine. Au cours d'une fête organisée par les ouvriers, il rencontre le principal actionnaire de l'entreprise qui y assistait incognito. Ayant sympathisé, il lui affirme que l'usine va très mal et que les actionnaires risquent de tout perdre.
Ce dernier, convaincu, le nomme directeur. Installé aux commandes, Henri commence par démasquer un traître qui renseignait la concurrence puis lance son invention et séduit la secrétaire.

## Fiche technique
- Titre : Si j'étais le patron
- Réalisation : Richard Pottier, assisté d'André Cerf
- Scénario : André Cerf
- Dialogue : René Pujol et Jacques Prévert
- Musique : Louis Poterat et José Sentis
- Photographie : Jean Bachelet
- Ingénieur du son : Jean Lecoq
- Montage : Pierre Méguérian et Ernest Hajos
- Décors : Jacques Krauss et Claude Bouxin
- Coordination des effets spéciaux : Paul Minine et Nicolas Wilcke
- Photographe de plateau : Walter Limot
- Société de production : Para Film
- Directeur de production : Oscar Dancigers
- Pays de production : France
- Format : Noir et blanc - 1,37:1 - Mono - 35 mm
- Genre : Comédie[1]
- Durée : 100 minutes[1]
- Date de sortie : 1934[1]

## Distribution
- Fernand Gravey : Henri Janvier
- Mireille Balin : Marcelle
- Max Dearly : M. Maubert
- Madeleine Guitty : Mme Pichu
- Pierre Larquey : Jules
- Christian Argentin : Sicaud, le directeur financier
- Pierre Darteuil : Villiers
- Charles Dechamps : Sainclair, l'ingénieur
- André Dubosc : un actionnaire
- Claire Gérard : Mme Villiers
- Anthony Gildès : M. Triangle
- Jean Gobet : un actionnaire
- Pierre Huchet : un actionnaire
- Pierre Palau : Torrington
- Jane Pierson : une actionnaire
- Georges Vitray : M. Leroy, le directeur général
- Lucien Walter

## Autour du film
Les scènes dans les ateliers de montage automobile ont été tournées dans l'usine LANCIA de Bonneuil sur Marne (94) et non dans les usines DELAGE, les voitures en construction sont des BELNA produites de 1932/33 à 1936. L'usine fermera en 1938.
Les essais de l'invention de Janvier (F. GRAVEY) sont tournés avec des Delage plus spectaculaires que la Lancia.

## DVD
Le film est sorti en DVD dans la collection « Retour de flamme » chez Lobster Films.